# Кирил Назъров
Кирил Стефанов Назъров е български поет, писател, драматург и педагог.

## Биография
Роден е на 2 ноември 1941 година в петричкото село Драгуш. Получава гимназиално образование в гимназия „Пейо Яворов“, град Петрич. Завършва българска филология във Великотърновския университет. Преподава в Яково, курорта Боровец и Благоевград. Шест години работи като драматург в Благоевградския куклен театър. През 1980 година е приет за член в Съюза на българските писатели. Няколко години работи като редактор на списание „Картинна галерия“ и главен редактор на детското списание „Славейче“. През 1996 г. е освободен, за да освободи мястото на Панчо Панчев. Макар че когато го поема списанието има тираж 12.000 бр., П. Панчев го довежда до фалит и само след няколко години „Славейче“ е закрито. От 1991 до 2001 година е председател на читалище „Светлина“ - Гара Елин Пелин, където живее от 1986 година. От 1992 година е избран е председател на литературния клуб „Димчо Дебелянов“, който обединява творците от Елинпелинска община и района. През 2009 година. е удостоен със званието Почетен гражданин на град Елин Пелин.
Назъров пише литература за деца и възрастни. Автор е на афоризми, басни, епиграми, гатанки, приказки, стихове и проза. Сред неговите книги са: „Хоровод“ (1980), „Пчелария“ (1983), „Барабанче бъбриво“ (1985), „Приказките на Заспивко“ (1986), „Огражден“ (1997), „Писатели в епигРАМКИ“ (2001), „Цветница“ (2004) и други. Негови творби са преведени в чужбина.
Удостоен е с няколко национални и международни награди. Той е сред малцината съвременни български детски поети, чиито творби са включени в учебниците на учениците от началните и прогимназиални класове. Носител е на литературната награда за детско творчество „Петя Караколева“.